# Tethered cord
Tethered cord (deutsch „angebundene Schnur“) bezeichnet eine krankhafte Anheftung der kaudalen (unteren) Anteile des Rückenmarkes mit vermehrtem Zug auf den Nervenfasern und entsprechenden Störungen.

## Ursachen
Zugrunde liegen entweder angeborene Fehlbildungen des Rückenmarkes wie Meningomyelozele, Lipomeningomyelozele oder versteckte (okkulte) Störungen wie ein Spinales Lipom. Beispielsweise kann eine Fettinfiltration (Lipomatose) des Filum terminale zu einer Behinderung des Aufstiegs des Konus während des Wachstums führen.
Seltener können infolge von Narbenbildung nach einer Operation im Bereich der Lendenwirbelsäule Ausläufer des Rückenmarks wie das Filum terminale durch einen fibrösen Strang mit der Rückenmarkshülle verwachsen. Das Konzept des „okkulten“ Tethered Cord Syndroms beschreibt einen Zustand, bei dem Symptome wie bei einem klassischen Tethered Cord Syndrom vorliegen, jedoch im MRI der Conus medullaris und das Fillum terminale normal erscheinen.

## Pathologie
Durch diese Anheftung steht der untere Abschnitt des Rückenmarks, der Conus medullaris ungewöhnlich tief (sog. Konustiefstand). Durch den damit verbundenen Zug auf dem Rückenmark können neurologische Störungen auftreten.

## Klinik
Äußerlich erkennbare Zeichen der Erkrankung bestehen häufig in einer atypischen Behaarung und dem Auftreten von Nävi im Bereich der Läsion. Auch auf eine Größendifferenz der Füße ist zu achten.
In 20 % der Fälle beobachtet man auch eine Meningomyelozele.

## Diagnostik
Im Neugeborenen- und Säuglingsalter kann die Diagnose bereits mittels Sonographie, später detailliert mittels Kernspintomographie gestellt werden.

## Behandlung
Therapie ist die chirurgische Entlastung des Rückenmarks durch Entfernung der Verwachsungen.